# Castianeira zetes
Castianeira zetes är en spindelart som beskrevs av Simon 1897. Castianeira zetes ingår i släktet Castianeira och familjen flinkspindlar. Inga underarter finns listade i Catalogue of Life.